# Cliffie Stone
Cliffie Stone, geboren als Clifford Gylpin Snyder, (Stockton, 1 maart 1917 - 17 januari 1998) was een Amerikaanse countrymusicus, presentator en producent.

## Jeugd
Stone werd in 1917 geboren in Stockton, maar groeide op in Burbank. Zijn ouders waren Nina Belle en Clifford H. Snyder, die beter bekend is als de op de banjo spelende komiek Herman the Hermit. Tijdens zijn highschool-tijd speelde hij honkbal, acteerde hij en speelde bas in verschillende bands van Freddie Slack en Anson Weeks.

## Carrière
Al in 1939 trouwde Stone met zijn eerste vrouw Dorothy, waarmee hij in totaal vier kinderen had. Stone startte zijn carrière als bassist voor Stuart Hamblens show Lucky Stars, echter was het zijn bezigheid als presentator van verschillende radioshows, die hem langzaam beroemd maakte. Vlug presenteerde hij talrijke programma's, tussen 1943 en 1947 waren dit per week zelfs 28. Als muzikant werd Stone gecontracteerd voor de Hollywood Barn Dance en de Covered Wagon Jubilee, maar had sinds het begin van de jaren 1940 zijn eigen liveshow, de Dinner Bell Round-Up op KXLA. Nadat de show in 1944 was verhuisd, kreeg deze de naam Hometown Jamboree en was tot 1960 een van de populairste countryshows van het land. Stone ontving in de Jamboree sterren als Ferlin Husky, Johnny Cash, Porter Wagoner, Tex Ritter, Merle Travis, Lefty Frizzell, Eddy Arnold, Jim Reeves en vele anderen.
In 1947 werd Stone A&R-manager van de country-afdeling van Capitol Records. In deze functie ontdekte hij enkele van de meest getalenteerde country-artiesten, die Capitol Records ooit had te bieden, waaronder Tennessee Ernie Ford, die ook door Stone werd gemanaged van 1947 tot 1957, Hank Thompson en Molly Bee. Stone speelde ook regelmatig zelf platen in met verschillende bands. Zijn succesvolste song uit deze tijd was wel de Popcorn Song (1955, 14e plaats pophitlijst). Zijn eerste hit had Stone al in 1948 met Peepin' Through The Keyhole (Watching Jole Blon). Als songwriter was Stone onder andere betrokken bij de hits Divorce Me C.O.D., So Round, So Firm, So Fully Packed en Silver Stars, Purple Sage and Eyes of Blue. Tijdens de late jaren 1940 en de jaren 1950 liep het totale countrycircuit van de westkust door Cliffie Stones handen en werd door hem geproduceerd. Hij gold daardoor als een van de belangrijkste en invloedrijkste mensen in de geschiedenis van de countrymuziek.
Tijdens de jaren 1960 concentreerde Stone zich vooral op de zaken. Zijn publishing-firma Central Songs was uitgesproken succesvol en hij had incidenteel ook zijn eigen label Granite Records. Hij was actief als vicepresident van de Country Music Association in Nashville en was medeoprichter van de Academy of Country Music in Hollywood. In 1989 trouwde hij opnieuw en publiceerde in 1992 zijn eerste boek Didn't You Know Who to Ask, gevolgd door You Gotta Be Bad Before You Can Be Good, dat echter pas na zijn dood werd gepubliceerd.
In zijn laatste jaren trad Stone vaak op tijdens reünie-concerten van de Hometown Jamboree en was hij directeur van Gene Autrys publishing-firma. Stones zoon Curtis speelde een tijdje in de band Highway 101.

## Overlijden
Stone overleed in 1998 op 80-jarige leeftijd. In 1979 werd hij opgenomen in de Country Music DJ Hall of Fame en in 1989 in de Country Music Hall of Fame.

## Discografie

### Singles
Capitol Records
- ####:	Put Your Little Foot Right Out / Westphalia Waltz
- ####:	Fire Ball Mail / Blue Canadian Rockies
- ####:	The Christmas Waltz / Here Comes Santa Claus
- ####:	Tater Pie / With A Kiss
- ####:	Red Head Polka / Amen, Brother Ben
- ####:	 ? / Railroadin'
- 1951:	Jump Rope Boogie / The Hokey Pokey
- ####:	He's A real Gone Oakie / So Long To The Red River Valley
- ####:	Cream of Kentucky / There's A Gold Moon Shining
- ####:	Missouri Waltz / The Waltz You Saved for Me
- ####:	Bored of Education / The Grunt Song
- 1951:	Tennessee Central No.9 / China Doll (met Ferlin Husky)
- ####:	Dead End Street / Carolina Waltz
- ####:	Special Instructions for Square Dancing / Soldier's Joy
- ####:	Cripple Creek / Sally Goodin'
- ####:	Golden Slippers / Ragtime Annie
- ####:	Dirty Dishes / Everybody's Sweetheart and Nobody's Pal
- ####:	Listen To The Mocking Bird / When The Bloom is On The Sage
- ####:	The Last Roundup / Pretend
- ####:	The Bunny Hop / In A Shanty In An Old Shanty Town (met The Hepcats)
- ####:	Cattle Call / Rocky Mountain Express
- 1953:	The One Rose / Steel Guitar Rag (met Speedy West)
- 1954:	Please Please / Blue Moon of Kentucky (met The Hepcats (zang van Homer Esk))
- 1955:	The Popcorn Song / Barracuda (zang van Billy Strange & Speedy West)
- ####:	If You Knew Suzie / Silver Stars, Purple Sage, Eyes of Blue
- ####:	Tiger Rag / My Pretty Girl
- ####:	Sugar Hill / T-N-Teasing Me
- ####:	Don't Do It Darlin' / B-One Baby (met zijn Barn Dance Gang)
- ####:	Red White and Blue (Over You) / Watch It, Neighbor (met zijn Barn Dance Gang)
- 1948: Peepin' Through The Keyhole (Watching Jole Blon) / Wabash Blues (met zijn Barn Dance Gang)
- ####:	Spanish Bells / Westphalia Waltz
- ####:	Sugar Pie / Put Your Little Foot Out
- ####:	Roly Poly / ? met zijn Barn Dance Gang
- ####:	Moonlight On Colorado / The Waltz You Saved For Me
- ####:	Im Forever Blowing Bubbles / Missouri Waltz (met zijn Barn Dance Gang)
- ####:	Let Me Call You Sweetheart / Silver Moon on the Golden Gate (met zijn Barn Dance Gang)
- ####:	When It's Springtime in the Rockies / Beautiful Ohio (met zijn Barn Dance Gang)
- ####:	Leather Breeches; Turkey In The Straw / Tennessee Waggoner; Back Up and Push
- ####:	Down Yonder; Buffalo Gals / Devil's Dream; Old Joe Clark
- ####:	Skip To My Lou; The Arkansas Traveler / Cumberland Gap; The Fox and the Hounds
- ####:	Blackhawk Waltz / Put Your Little Foot Right Out
- ####:	Can I Canoe You Up The River / Just One Little Lie
- 1950: Steel Strike / Twilight Time In Texas (met Speedy West)
- ####:	The Dipsy Doodle / Rubber Knuckle Sam
- 1966:	You've Got The Wrong Bottle / Just As I Am (met Cindy Carson)

Capitol Americana Records
- ####:	Don't Do It Darlin' / B-One Baby (herpublicatie)
- ####:	Sugar Pie / Put Your Little Foot (herpublicatie)
- ####:	Roly Poly / ? (herpublicatie)

### Albums
Capitol Records
- 1955: Square Dance
- 1958: The Party's On Me
- 1959: Cool Cowboy
- 1960: Square Dance Promenade
- 1961: Original Cowboy Sing-a-Long
- 1967: Together Again

- Bibsys: 8012029
- Biblioteca Nacional de España: XX1727221
- Bibliothèque nationale de France: cb139000949 (data)
- Gemeinsame Normdatei: 1051040922
- International Standard Name Identifier: 0000 0000 7283 1525
- Library of Congress Control Number: n91091988
- MusicBrainz: 9d3d8247-35b3-4a23-b04c-89e0a3f81109
- Nederlandse Thesaurus van Auteursnamen: 102069131
- SNAC: w6f769xc
- Virtual International Authority File: 26245760
- WorldCat: E39PBJmxWM8Hjvw3pB9QqkTJXd